# Areus II van Sparta
Areus II (Oudgrieks: Ἀρεύς of Ἅρειος) was de postume zoon van de Spartaanse koning Acrotatus.
Hij werd als koning geboren in 264 v.Chr., ná de dood van zijn vader, en overleed op de leeftijd van 8 jaar. Hij werd opgevolgd door zijn grootoom en voogd Leonidas II, die ook tijdens heel zijn korte leven regent was geweest.